# Der Pionierleiter
Der Pionierleiter war eine Zeitschrift der Freien Deutschen Jugend für Pionierleiter in der DDR von 1950 bis 1990.

## Geschichte
1949 wurde die Zeitschrift Der FDJ-Pionierleiter durch das Zentralbüro der Jungen Pioniere in Berlin gegründet. Seit 1950 hieß sie Der Pionierleiter und wurde vom Zentralrat der FDJ im Verlag Neues Leben herausgegeben. Erster verantwortlicher Redakteur war Dieter Kerschek (später Chefredakteur der Wochenpost und der Berliner Zeitung).
In den 1980er Jahren war die offizielle Bezeichnung Der Pionierleiter. Organ des Zentralrats der FDJ für Funktionäre der Pionierorganisation „Ernst Thälmann“.
Die Zeitschrift erschien zunächst monatlich, seit 1958 zweimal im Monat.
Sie diente vor allem der Schulung und Information der Pionierleiter. Dazu gehörte neben ideologischen Anleitungen auch didaktische Hinweise und kurze Bildgeschichten (Comics).
1990 wurde das Erscheinen eingestellt.